# Ferran Sibila
Ferran Sibila Pont (* 13. Juli 1988 in Gironella) ist ein spanischer Fußballtrainer. Zuletzt trainierte er den schwedischen Klub IFK Värnamo.

## Sportlicher Werdegang
Sibila spielte in der Jugend unter anderem bei Espanyol Barcelona, konnte sich aber nicht den Weg in den Profifußball bahnen und kam im Laufe seiner Erwachsenenkarriere als Spieler für die Amateurklubs Atlètic Gironella	und FC Sant Cugat Esport zum Einsatz.
Sibila war ab März 2015 für ein Jahr als Jugendtrainer für die Japan Football Association am Stützpunkt für die Präfektur Fukushima tätig. Kurz vor Jahresende 2016 schloss er sich als Trainerassistent von Joel Cedergren dem schwedischen Erstligisten GIF Sundsvall an, nachdem sich die beiden bei einer Trainerveranstaltung in Spanien kennen gelernt hatten. Nachdem in der Spielzeit 2017 der Klassenerhalt auf dem letzten Nichtabstiegsplatz gelungen war, erreichte das Trainerduo im folgenden Jahre mit dem achten Tabellenplatz eines der besten Ergebnisse der jüngeren Vereinsgeschichte. Dennoch entschied er sich aus familiären Gründen nach Saisonende zum Abschied. Sibila kehrte zur Ekkono Coaches Academy zurück, für die er zuvor bereits tätig gewesen war, und wurde vom Unternehmen als Trainerassistent von Poya Asbaghi beim neuen Kooperationspartner IFK Göteborg Mitte Januar 2019 zurück nach Schweden geschickt. Im November des Jahres wurde die Tätigkeit für den Göteborger Klub um ein Jahr verlängert. Nachdem Asbaghi im September 2020 freigestellt wurde, übernahm Sibila interimistisch das Cheftraineramt. Später wurde Roland Nilsson als Cheftrainer verpflichtet, im Dezember 2020 wurde die Zusammenarbeit wieder als Assistent bis Ende 2021 ausgedehnt. In dieser Rolle war er bis zu einem erneuten Trainerwechsel, als Mikael Stahre im Juni 2021 Nachfolger Nilssons wurde, tätig. Anschließend arbeitete er weiterhin für den Klub, fokussierte sich aber auf die individuelle Spielerentwicklung insbesondere an der Schnittstelle zur Nachwuchsakademie.
Im November 2021 verließ Sibila IFK Göteborg und folgte als Trainerassistent Poya Asbaghi zum englischen Zweitligisten FC Barnsley, dort waren Markus Schopp und sein Trainerteam nach einer Serie von sieben Niederlagen in Folge freigestellt worden. Nach nur vier Siegen in 27 Spielen unter der gemeinsamen Verantwortung wurden Asbaghi und Sibila Ende April 2022 angesichts des vorzeitig feststehenden Abstiegs in die Drittklassigkeit ihrer Ämter enthoben. Im August 2022 kehrte Sibila nach Schweden zurück, wo er als Individualtrainer das Funktionsteam von Sportchef und Interimstrainer Andreas Georgson bei Malmö FF erweiterte und dabei insbesondere für die vom Klub verliehenen Spieler zuständig war. Ende des Jahres verlängerte er seinen Vertrag beim Klub bis 2024.
Im November 2023 warb HJK Helsinki Sibila von Malmö FF ab, beim finnischen Klub folgte er mit einem bis Ende 2025 gültigen Arbeitspapier Toni Korkeakunnas als Cheftrainer. Nach einem misslungenen Start des amtierenden Meisters in die Veikkausliiga-Spielzeit 2024 wechselte der Klub die sportliche Führung aus, Sibila sowie Sportdirektor Vesa Mäki wurden am 20. Mai des Jahres freigestellt. Im August fand er eine neue Anstellung, der in der Allsvenskan im Abstiegskampf befindliche schwedische Klub IFK Värnamo hatte sich von Anes Mravac getrennt und verpflichtete ihn als dessen Nachfolger. Am Ende der Spielzeit 2024 belegte er mit dem Klub den Relegationsplatz, schaffte aber nach einem 2:2-Hinspielremis gegen den Zweitligadritten Landskrona BoIS, bei dem Joel Voelkerling Persson kurz vor Schluss in Unterzahl den Ausgleich erzielte, mit einem 1:0-Heimspielerfolg nach einem Treffer von Albin Lohikangas den Klassenerhalt. Zu Beginn der folgenden Spielzeit blieb der Erfolg aus und Sibila wurde Ende April 2025 freigestellt, nachdem die Mannschaft in den ersten sechs Saisonspielen ohne Punktgewinn geblieben war.